# Journal of Personality and Social Psychology
Das Journal of Personality and Social Psychology (JPSP) ist eine international einflussreiche wissenschaftliche Fachzeitschrift im Bereich der Persönlichkeitspsychologie und Sozialpsychologie.
Die Zeitschrift wurde 1965 gegründet, wird von der American Psychological Association (APA) herausgegeben und erscheint monatlich. Die publizierten Artikel unterliegen einem Peer-Review.
Der Impact Factor im Jahr 2012 betrug 4,877, womit die Zeitschrift auf Platz drei von 60 Zeitschriften der Sozialpsychologie lag.